# Anton Rosinke

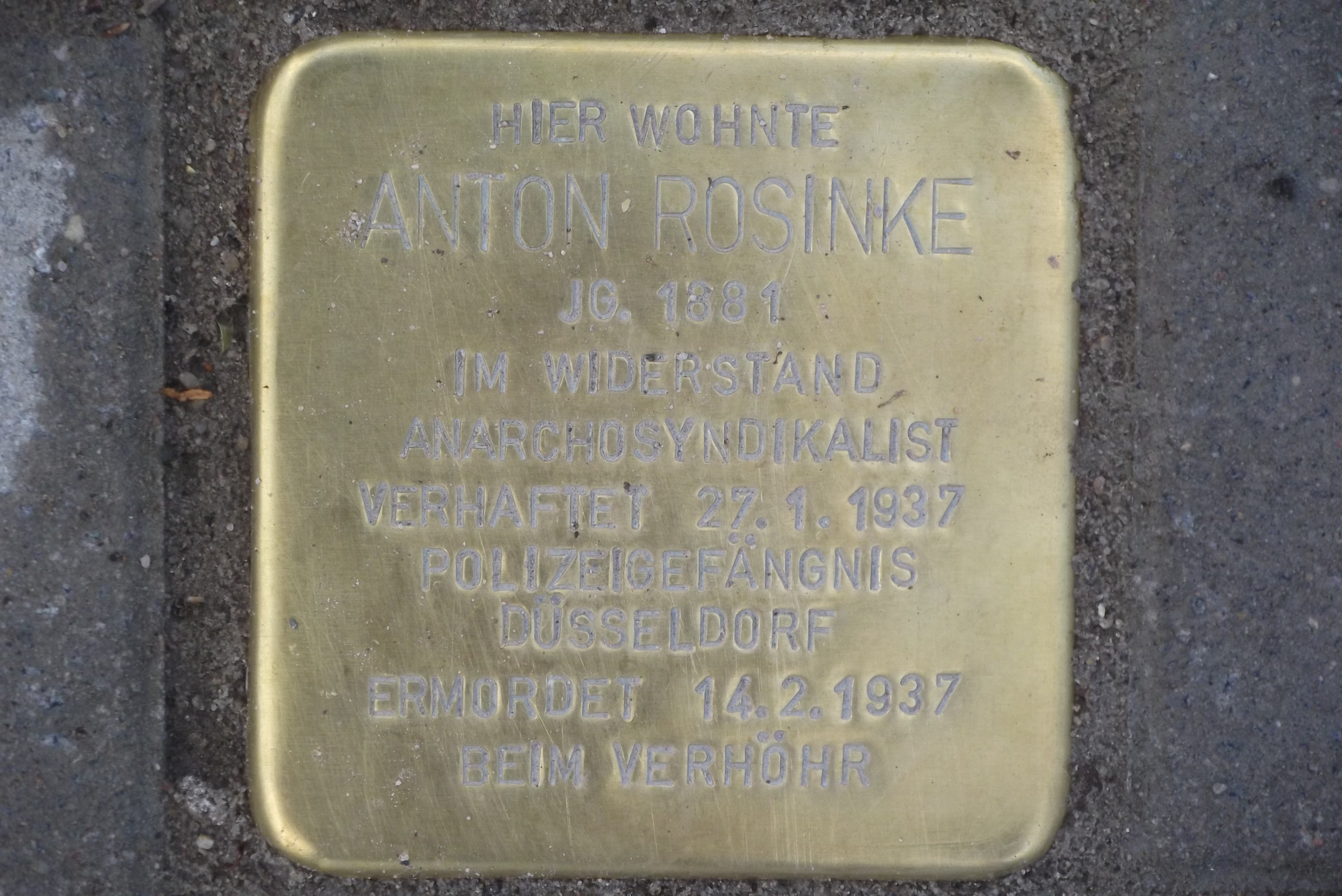
Stolperstein für Anton Rosinke

Anton Rosinke (* 18. Dezember 1881 in Westpreußen; † 14. Februar 1937 in Düsseldorf) war ein deutscher Anarchosyndikalist. Der gelernte Schmied gehörte zu den aktivsten Anarchisten im Rheinland. Er engagierte sich für die 1921 gegründete Siedlung „Freie Erde“ in Düsseldorf-Eller und beteiligte sich nach der nationalsozialistischen „Machtergreifung“ maßgeblich am Aufbau des anarchistischen Widerstandsnetzes im Rheinland. Er wurde 1937 verhaftet und starb nach körperlichen Misshandlungen im Polizeigewahrsam.

## Leben
Rosinke kam bereits in jungen Jahren nach Düsseldorf-Gerresheim. Nach der Einschätzung der Historiker Andreas G. Graf und Dieter Nelles gehörte der gelernte Schmied Rosinke zu den aktivsten Anarchisten im Rheinland. Schon vor dem Ersten Weltkrieg engagierte er sich im Anarchistischen Propagandaverein Düsseldorf und beim anarchistisch orientierten Gesangsverein Freie Sänger 04 in Gerresheim. Von Beginn des Ersten Weltkrieges bis Februar 1915 wurde er in Sicherheitshaft genommen und danach kurzzeitig zum Militär einberufen.
Nach dem Kapp-Putsch schloss sich Rosinke der Roten Ruhrarmee an und beteiligte sich am Ruhraufstand. In der Weimarer Republik gehörte er innerhalb von FAUD und FKAD zu den Militanten. Er unterstützte aktiv die 1921 gegründete anarchistische Siedlung „Freie Erde“ in Düsseldorf-Eller, die sich an den Ideen Gustav Landauers orientierte.
Nach der nationalsozialistischen „Machtergreifung“ versuchte Rosinke, in Düsseldorf bewaffneten Widerstand zu organisieren und beteiligte sich am Aufbau eines illegalen Widerstandsnetzes der FAUD in Düsseldorf durch Gerhard Lasarzick. Zunächst stellte er gemeinsam mit Paul Hellberg, der eine Druckerei führte, Flugblätter und ein Mitteilungsblatt her. Als das Mitteilungsblatt in Belgien gedruckt wurde, kümmerten sich Rosinke und Lasarzick um die Verteilung und um die Verbreitung weiterer illegaler Schriften wie Esst deutsche Früchte (1934, Tarntitel für die Broschüre „Was wir Anarcho-Syndikalisten wollen“). 1934 wurde Rosinke kurzzeitig verhaftet.
Mit dem Ausbruch des Spanischen Bürgerkriegs konzentrierte sich der anachrosyndikalistische Widerstand darauf, über die Lage in Spanien zu informieren, Freiwillige für die Internationalen Brigaden über die Grenze zu bringen und Geld zu sammeln. Nachdem im November 1936 die Mönchengladbacher Gruppe zerschlagen worden war, wurden in den folgenden drei Monaten über 100 Anarchosyndikalisten in elf rheinischen Städten verhaftet. Am 27. Januar 1937 wurde Rosinke wegen der Sammlung von Solidaritätsgeldern für das republikanische Spanien verhaftet und durch die Geheime Staatspolizei im Polizeipräsidium gefoltert. Er starb an den Folgen der Misshandlungen.
Am 7. Juli 2017 wurde ein Stolperstein für Anton Rosinke an seiner letzten Wohnstätte in der Friedrich-Engels-Straße 14 (vormals Bennemannstraße), in Düsseldorf-Vennhausen, Siedlung Freiheit, verlegt.